# Сансет-стрип
Сансет-стрип (англ. Sunset Strip) — часть бульвара Сансет, расположенного в городе Лос-Анджелес (штат Калифорния, США). Улица длиной 2,4 км проходит через городок Западный Голливуд. Сансет-стрип широко известна своими бутиками, ресторанами, рок-клубами, ночными клубами и огромными красочными рекламными щитами.

## История
В 1920-х годах в США действовал «сухой закон», а в городе Лос-Анджелес были запрещены азартные игры, поэтому на Сансет-стрип, находящейся на так называемой невключённой территории о́круга Лос-Анджелес, стали в больших количествах появляться ночные клубы и казино, в некоторых из которых можно было нелегально приобрести алкоголь.
В 1930-х и 1940-х годах некоторые рестораны и ночные клубы Сансет-стрип, например, Ciro's, «Мокамбо», «Трокадеро», были под покровительством известных голливудских кинематографистов; другие дорогие заведения такого сорта принадлежали известным гангстерам Микки Коэну и Багси Сигелу.
В середине 1960-х годов Сансет-стрип стала крупным местом сбора представителей «контркультуры», в частности, в ноябре 1966 года они спровоцировали на этой улице крупные беспорядки. В 1965 году на Сансет-стрип появились первые танцовщицы «гоу-гоу».
Вспоминая начало своей карьеры в 1972—1973 годах, Келли Гарни (басист и сооснователь рок-группы Quiet Riot), сказал о рок-клубах Сансет-стрип: «Там никто не носил с собой удостоверения личности и даже не думал об этом. Тринадцатилетние девочки могли войти, одетые как сексуальные 25-летние, а дети могли подойти к бару и заказать коктейль, так что нам не составляло большого труда подняться и сыграть там». В конце 1970-х и на протяжении 1980-х годов Сансет-стрип была известна под прозвищем «Взрыв метала на Западном побережье» (англ. West Coast Metal Explosion) в связи с большим количеством метал-групп, регулярно выступавших в её заведениях (наиболее частые гости: Van Halen, Quiet Riot, Mötley Crüe, Ratt, Guns N’ Roses).
До инкорпорации в 1984 году городка Западный Голливуд, Сансет-стрип находилась на так называемой невключённой территории о́круга Лос-Анджелес. Из-за этого она приобрела репутацию слабо регулируемой зоны, в значительной степени потому, что не находилась под юрисдикцией департамента полиции Лос-Анджелеса. После инкорпорации городка центры активности альтернативной музыки сдвинулись дальше на восток: в Эхо-Парк, Лос-Фелис и Силвер-Лейк.

## Достопримечательности
- Ночные клубы: Whisky a Go Go (работает с 1964 года), Viper Room (работает с 1986 года), «Трокадеро», «Театр Рокси[англ.]», «Мокамбо[англ.]» (работал с 1941 по 1958 год), Gazzarri's[англ.], «Ящик Пандоры[англ.]» (закрыт в 1966 году после беспорядков[англ.], центром которых он стал), «Лондонский туман[англ.]» (работал с 1965 по 1966 год), Rodney Bingenheimer's English Disco[англ.] (работал с 1972 по 1975 год)
- Гостиницы: Sunset Tower[англ.], «Шато Мармон», «Сад Аллаха[англ.]», Andaz West Hollywood[англ.], «Мондриан[англ.]»
- Комедийный клуб The Comedy Store[англ.] (ранее — ночной клуб Ciro's[англ.])
- Бар-ресторан Rainbow Bar and Grill[англ.]
- «Аптека Шваба[англ.]» — аптека-ресторан (работала с 1932 по 1983 год)
- Офисное здание 9200 Sunset[англ.]

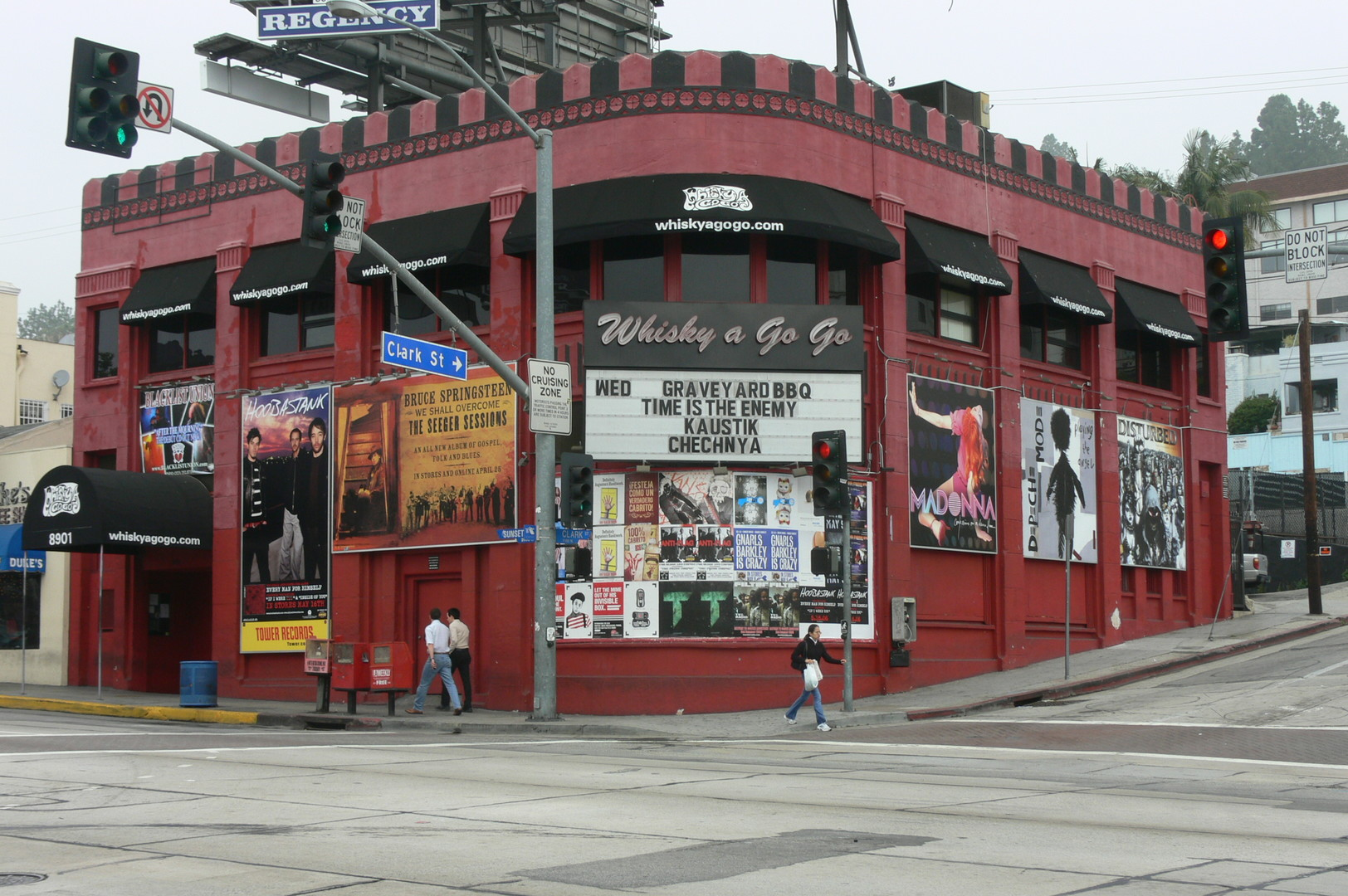
Ночной клуб Whisky a Go Go
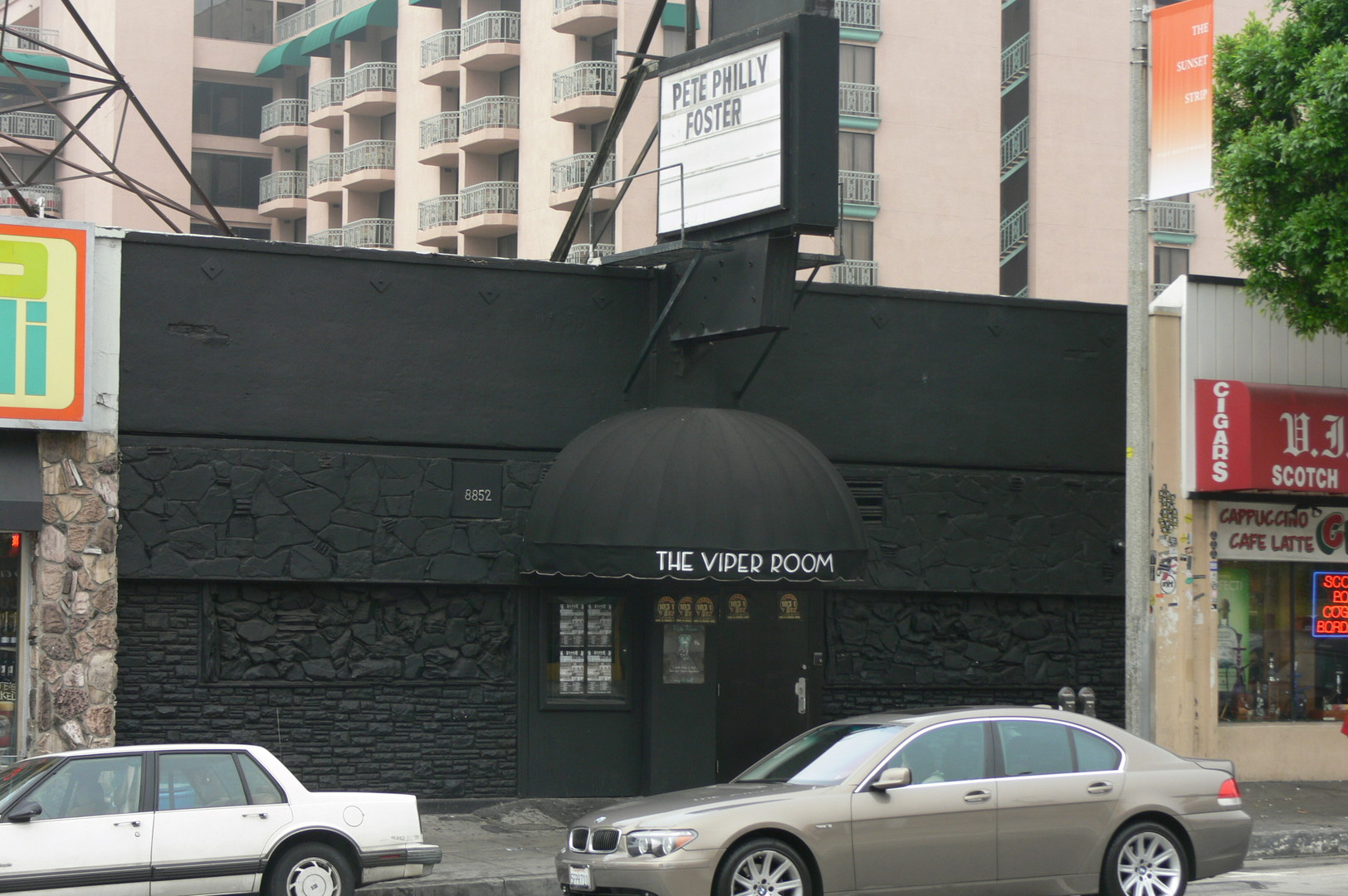
Ночной клуб Viper Room
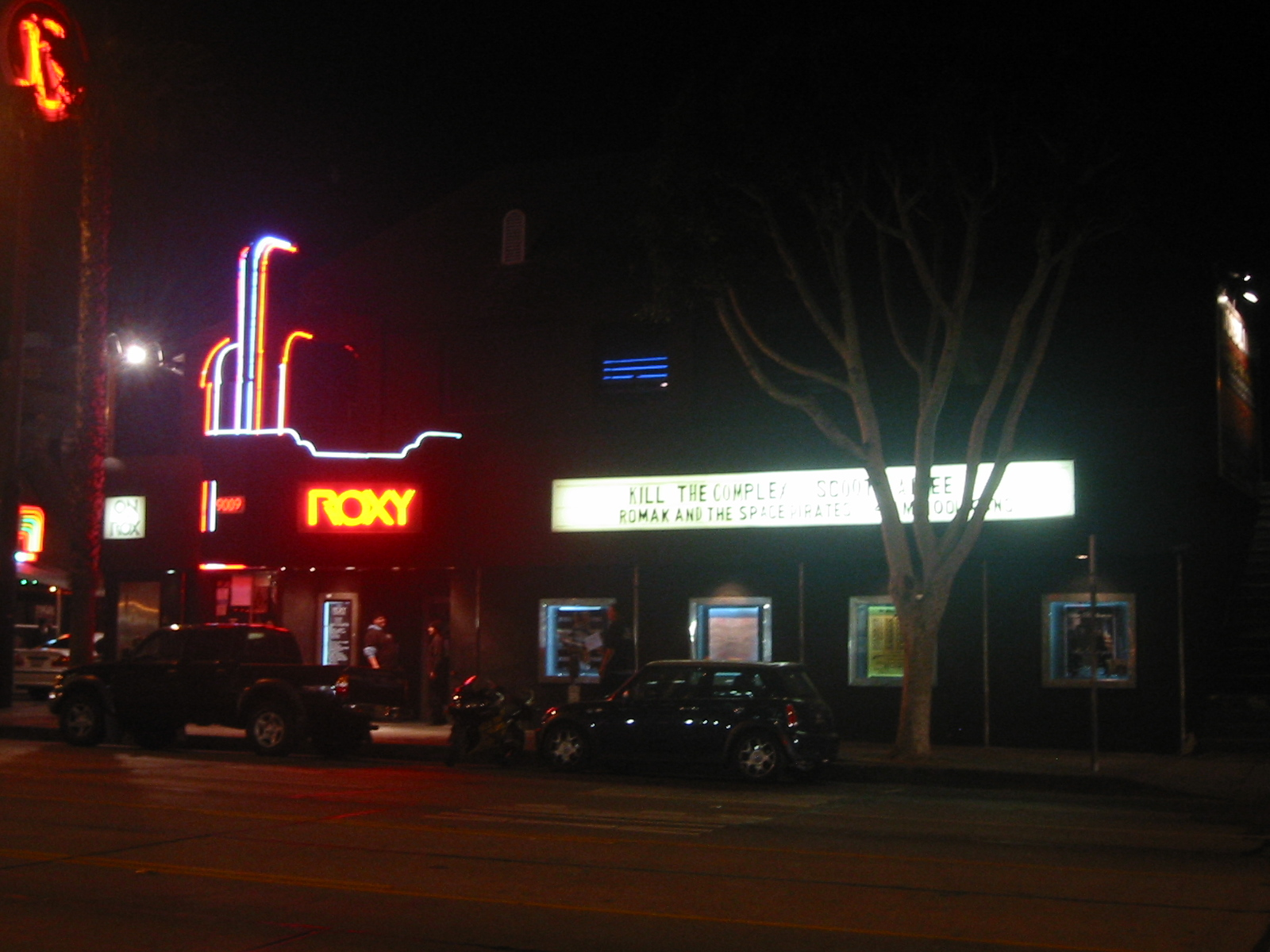
Ночной клуб «Театр Рокси[англ.]»
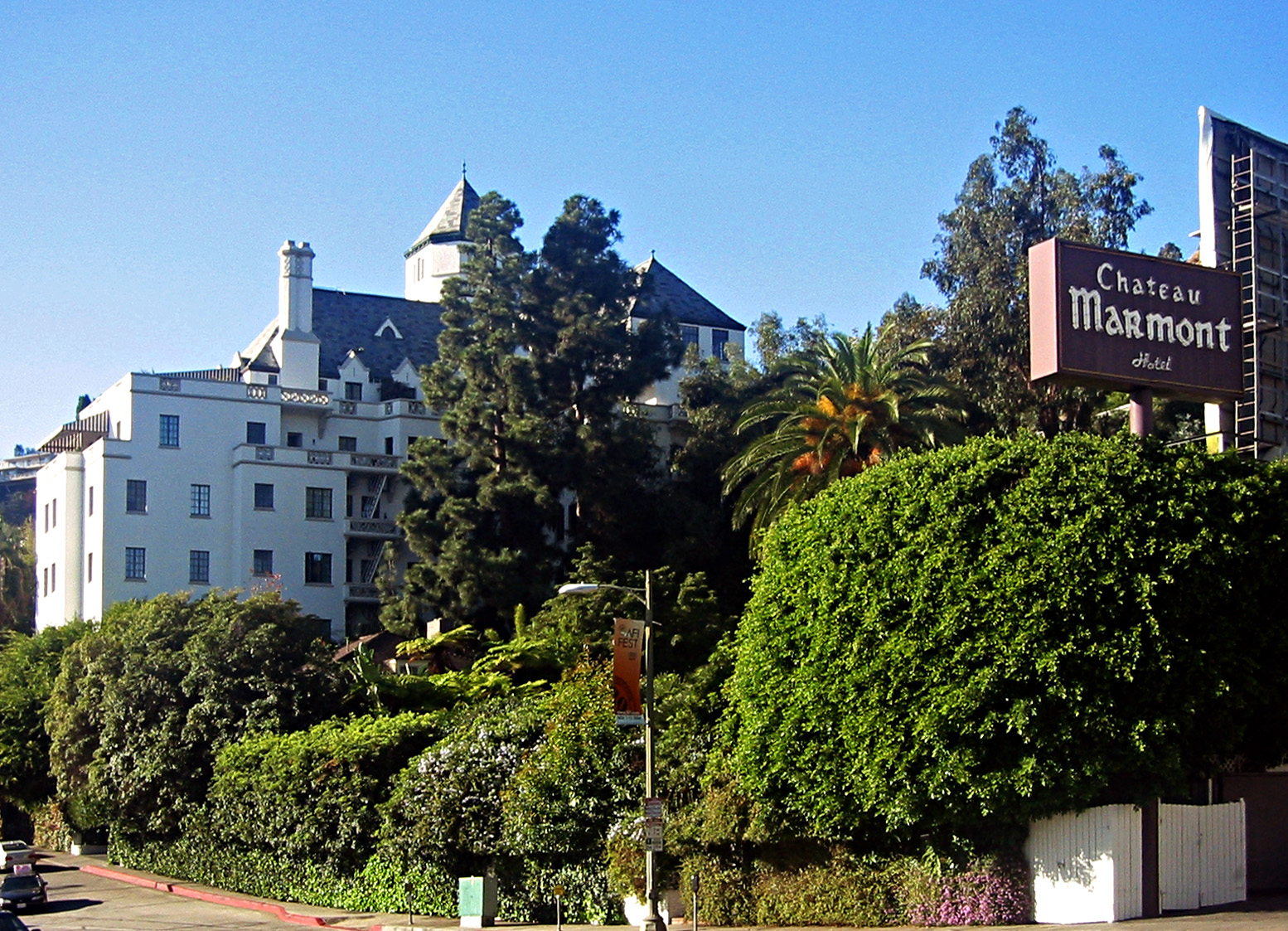
Гостиница «Шато Мармон»
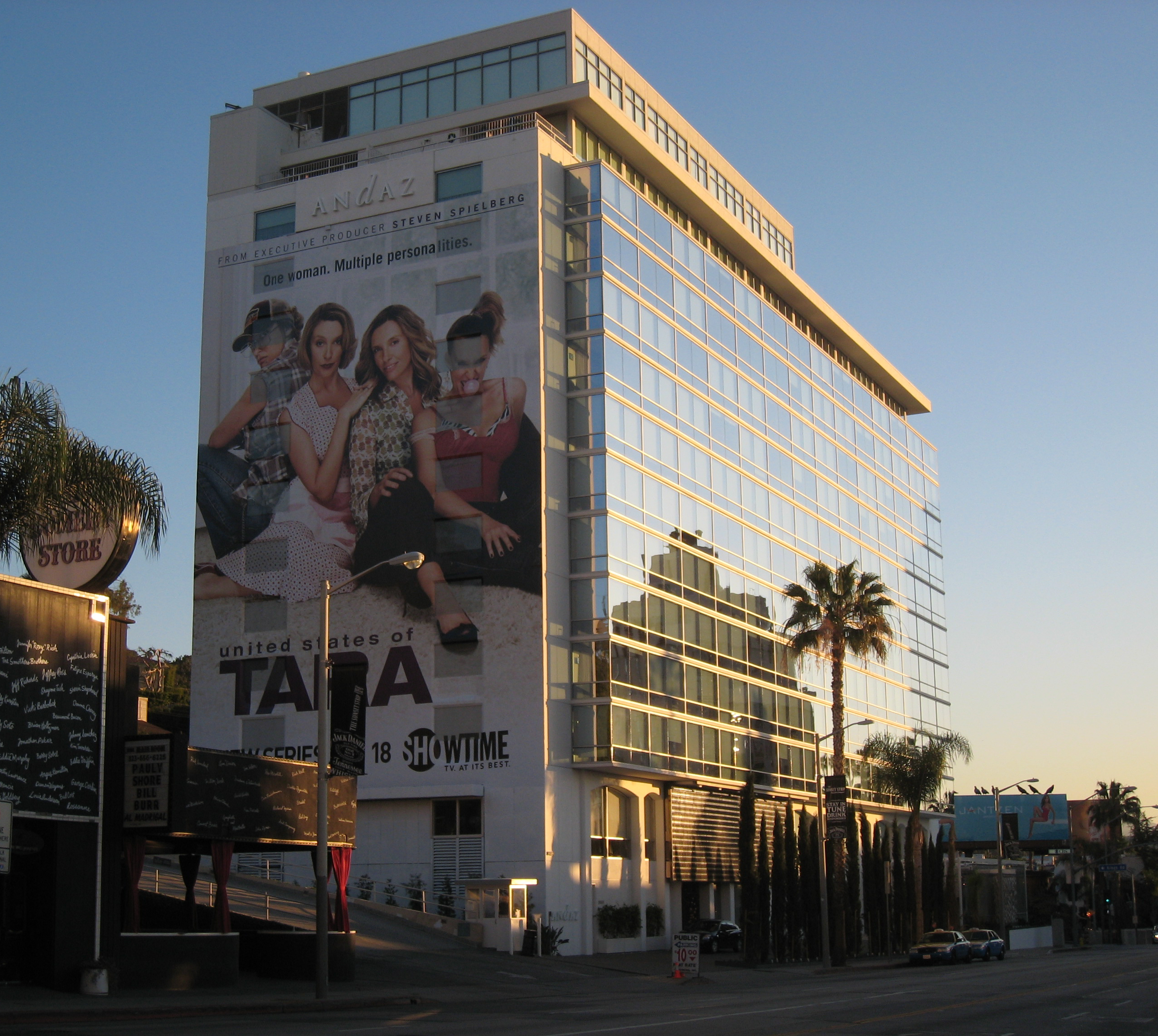
Гостиница Andaz West Hollywood[англ.]
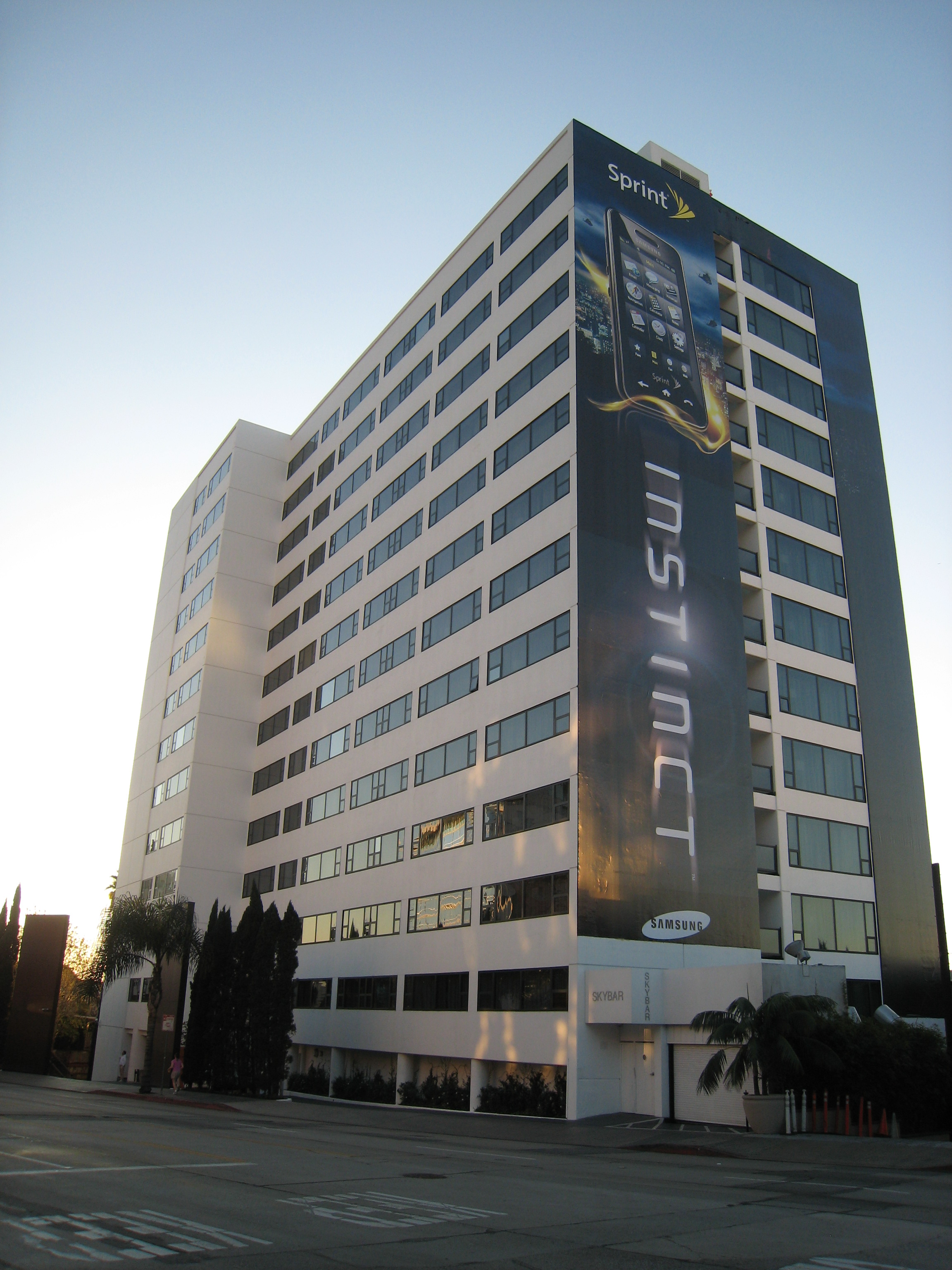
Гостиница «Мондриан[англ.]»
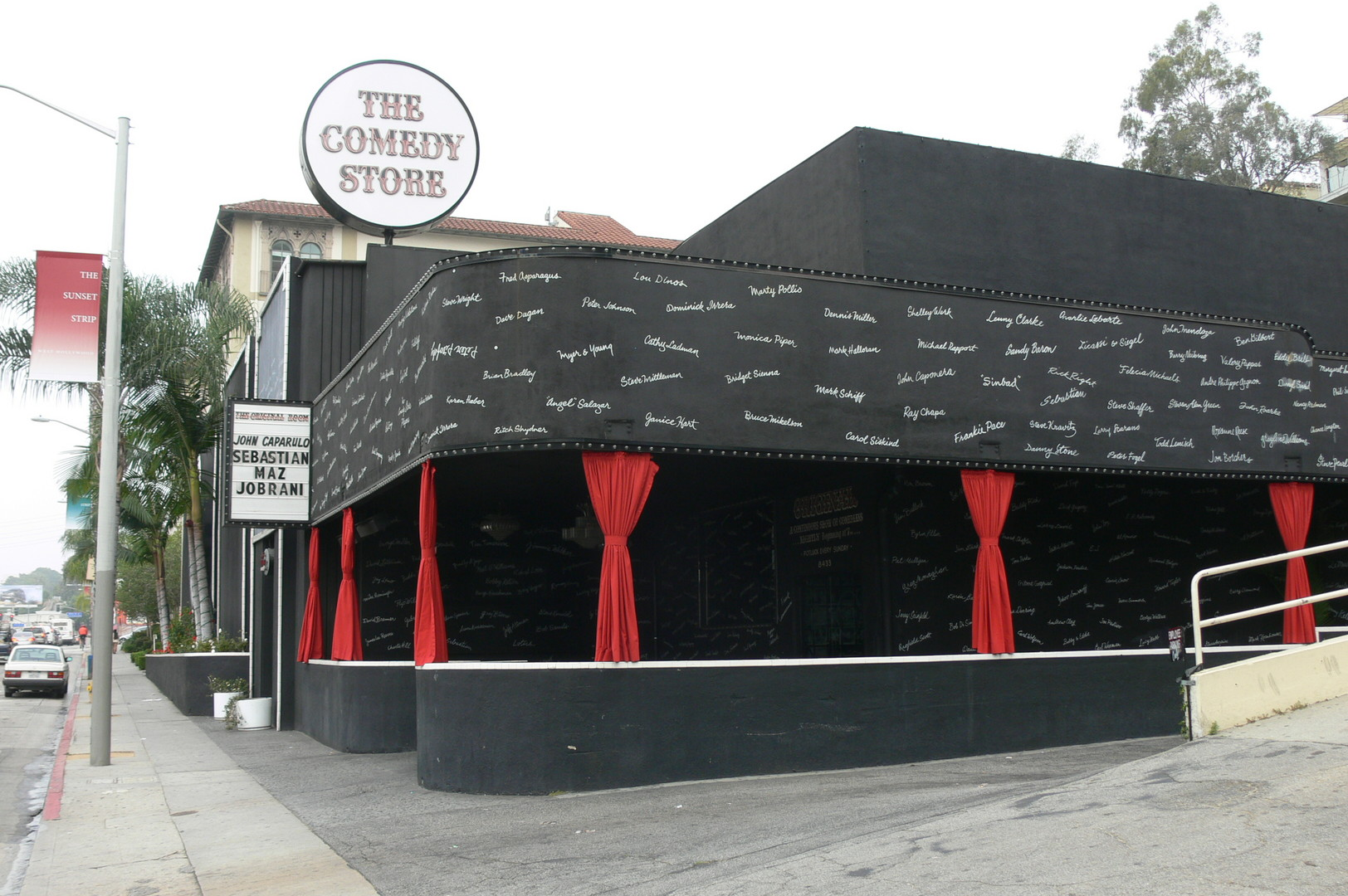
Комедийный клуб The Comedy Store[англ.]
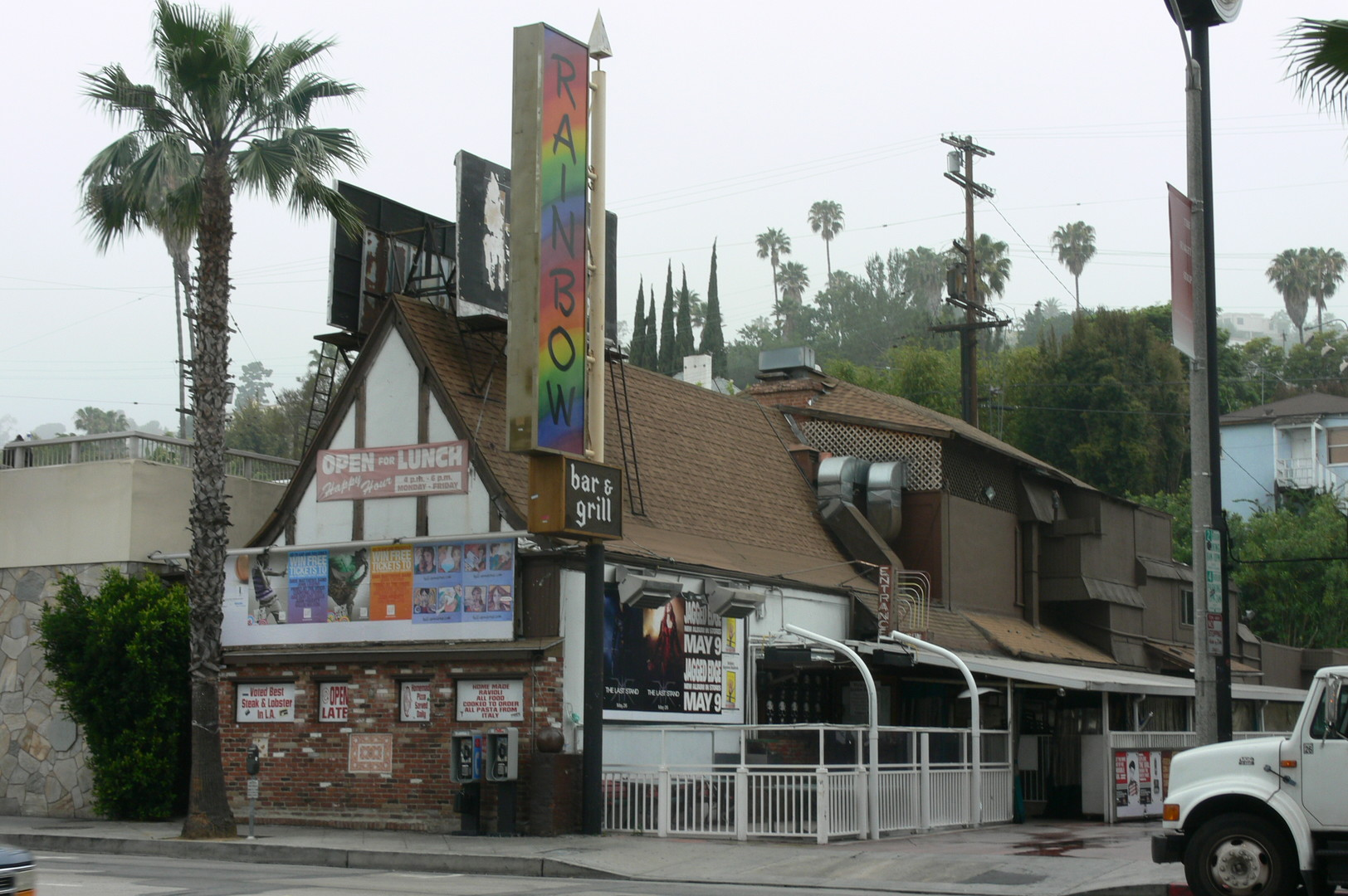
Бар-ресторан Rainbow Bar and Grill[англ.]

## В популярной культуре
- «Сансет-стрип, 77[англ.]» — телесериал (1958—1964).
- «Дэн Рэйвен» — телесериал (1960—1961). Два главных героя, полицейские департамента шерифа округа Лос-Анджелес, работают в ночную смену на Сансет-стрип.
- В 1966 году вышла «книга художника» авторства Эда Рушея под названием «Каждое здание на Сансет-стрип»[10][11].
- For What It’s Worth — песня (1967) группы Buffalo Springfield (посвящена беспорядкам на Сансет-стрип в 1966 году[англ.])
- Sunset People — песня (1980) Донны Саммер.
- Sunset Strip[англ.] — песня (1987) Роджера Уотерса.
- «Секс, наркотики и Сансет Стрип» — художественный фильм, 2000.
- «Рок на века[англ.]» — мюзикл 2006 года. Основное сюжетное действие происходит на Сансет-стрип в 1987 году[12].
  - «Рок на века» — кино-адаптация 2012 года.
- «Студия 60 на Сансет-Стрип» — телесериал (2006—2007).
- «Сансет-стрип[англ.]» — художественный фильм, 2012.
- В компьютерной игре Grand Theft Auto V (2013) одной из локаций является ночной клуб Tequi-la-la (пародия на Whisky a Go Go).